# NProtect GameGuard
nProtect GameGuard (a veces llamado GG) es un programa antitrampas desarrollado por INCA Internet. Se instala junto a muchos juegos asiáticos en línea (MMORGP) como Lineage II, 9Dragons, Cabal Online, Phantasy Star Universe,  Gunz: The Duel, Flyff, PangYa, Mu Online y Ragnarok Online para bloquear aplicaciones maliciosas y métodos comunes de trampas.
nProtect GameGuard provee B2B2C (Negocio a Negocio al Consumidor) servicios de seguridad para compañías de juegos en línea y portales de Internet.
GameGuard oculta el proceso de la aplicación del juego, monitorea el rango entero de la memoria, termina aplicaciones definidas por el proveedor de juegos e Internet INCA, que son trampas.
GameGuard posee una base de datos sobre hacks de juegos basado en referencias de seguridad de más de 260 clientes de juego. Algunas ediciones de GameGuard están ahora incluidas con la colección de INCA Internet antivirus/anti-programas espía Tachyon, y otros con nProtect KeyCrypt, un software anti-keylogger que protege la información ingresada mediante el teclado.

## Requerimientos de sistema
|                | Sistema operativo                                                                      | Processor (CPU)                                  | RAM          | First library drive |
| -------------- | -------------------------------------------------------------------------------------- | ------------------------------------------------ | ------------ | ------------------- |
| Requerimientos | Windows 98, Windows ME, Windows NT, Windows 2000, Windows XP, Windows Vista, Windows 7 | Intel Pentium 133 MHz o superior (o equivalente) | 32 MB Mínimo | 1.2M Máximo         |

## Windows 10 (Build 10586)
GameGuard presentó problemas de compatibilidad con Windows 10 (Build 10586), imposibilitando el arranque de algunos juegos que lo utilizan como sistema de seguridad. Sin embargo, se ha actualizado progresivamente el protector para erradicar este problema.

## Juegos que usan GameGuard
- 2Moons
- 9Dragons
- Aion: The Tower of Eternity (La mayor parte de las revisiones no lo utilizan[2])
- Albatross18
- Alliance of Valiant Arms
- Archlord
- Asda Story
- BOTS
- Blackshot
- Cabal Online (Some other versions use XTrap)
- Cal Ripken's Real Baseball
- Chronicles of Spellborn
- Club Audition
- Counter-Strike Online
- Cronous
- Combat Arms
- CrossFire (online PC game)
- Dance! Online
- Dark Arena
- Mosiang Online
- Darkeden
- Dekaron (2Moons)
- Digimon RPG
- Digimon Masters Online
- Drift City
- Dragonica Online
- Dragonball Online
- Dungeon & Fighter
- Dynasty Warriors Online (Japan Server)
- Elsword
- Emil Chronicle Online
- Exteel
- EA Sports: FIFA Online 2
- Flyff[3]
- Fiesta Online
- Gersang
- GunBound
  - GIS[3]
  - Europe
  - Omega
- Gunster
- GunZ: The Duel
- Heat Project
- Huxley
- Hyper Relay
- Helldivers 2
- Jin Online
- Karma: Operation Barbarossa
- Karos Online
- Last Chaos
- LaTale (Beta)
- Legend of Mir 3
- Lineage II[3]
- Lunia
- Luna Online
- Mabinogi
- MapleStory
- Metin2
- MLB Dugout Heroes
- Monster Hunter Frontier
- Mu Online
- Navy Field
- Nostale
- Operation 7
- OZ World
- Phantasy Star Online Blue Burst (PSOBB)[3]
- Phantasy Star Universe (PSU)
- Point Blank
- Priston Tale[3]
- Priston Tale 2
- Project Torque
- R2: Reign of Revolution (Taiwán)
- Ragnarok Online (bRO: revisión 1335)
- Rakion (revisión 1386)
- Rappelz (Todas las regiones)
- Ran Online
- Return of the warrior
- Riders of Icarus
- Risk Your Life
- Rohan Online
- ROSE Online (revisión 1127)
- S4 League (edición latina)
- SD Gundam Capsule Fighter
- Seal Online[3]
- Shot Online
- Soldier Front
- Soul Of The Ultimate Nation - Classic
- Special Force PH
- Street Gears
- Sudden Attack
- Black Rogue: Silkroad Online
- TalesRunner
- The Chronicles of Spellborn
- Trickster
- Twelve Sky
- WarRock
- WolfTeam (revisión 1226)
- WonderKing Online
- Xiah online
- Ys Online